# Lou (film, 2010)
Pour les articles homonymes, voir Lou.
Ne doit pas être confondu avec Lou (film, 2022).
Pour plus de détails, voir Fiche technique et Distribution.
Lou est un film australien réalisé par Belinda Chayko, sorti en 2010.

## Synopsis
Aussi rapidement que le père de Lou sort de sa vie, son grand-père y fait irruption en semant le désordre dans la petite maison que Lou partage avec sa jeune maman et ses deux sœurs. Atteint de la maladie d’Alzheimer, Doyle confond Lou avec sa propre femme. En entrant dans son drôle de jeu, Lou croit pouvoir utiliser le vieil homme contre sa mère. Sans s’y attendre, elle découvre ce que c’est qu’être aimée.

## Fiche technique
- Titre : Lou
- Réalisation : Belinda Chayko
- Scénario : Belinda Chayko

## Distribution
- Emily Barclay : Rhia
- Daniela Farinacci : Mrs Marchetti
- Damien Garvey (en) : Colin
- John Hurt : Doyle
- Charlie-Rose MacLennan : Leanne
- Eloise MacLennan : Lani
- Logan Reilly : Jock
- Jay Ryan : Cosmo
- Jonathan Segat : Blake
- Lily Bell Tindley : Lou

## Prix
- Festival international de films de femmes de Créteil 2011 : prix du public du meilleur long métrage fiction et prix du jury Graine de Cinéphage
- Festival international du film de femmes de Salé 2011 : prix de l'interprétation masculine pour John Hurt
- Festival international Cinéma et Costumes de Moulins 2012 : meilleur film et prix du public